# 大神田建設
大神田建設株式会社（おおかんだけんせつ、英称：Ookanda Kensetsu Co.,Ltd.）は、東京都千代田区丸の内に本社を置く日本の建築関連会社。
大阪市に本社を置く建設会社・信和建設のグループ企業である。

## 概要
東京都、中野区の公共工事や民間建設工事を行い、住宅建築、リフォーム、資産活用など幅広い業務を展開。中野区で最も古いゼネコンであるが、令和5年に千代田区丸の内に移転した。
2022年8月31日に東京都庁にて行われた「令和4年度 建設局優良工事等表彰式」にて表彰される。この表彰は令和3年度に完成した工事及び委託で、成績が特に優良な案件が表彰される。表彰された工事は「戸山公園サービスセンター新築工事」（東京都新宿区大久保三丁目地内）。

## 沿革
- 1926年（大正15年）6月15日 - 大神田工務店創業。
- 1951年（昭和26年）6月15日 - 大神田建設に名称変更。
- 1954年（昭和29年）6月15日 - 大神田建設株式会社設立。
- 2014年（平成26年）
  - 4月 - 会社新設分割による事業承継
  - 11月 - 信和建設の子会社となり、同社グループに加入。
- 2023年（令和5年）1月 - 本社を千代田区丸の内へ移転。

## 施工・開発物件
主な施工物件
- 警視庁下谷警察署仮庁舎
- 中野区第二中学校屋上防水改修その他工事
- 亀有ポンプ所発電機棟
- 加平ポンプ所発電機棟
- （都立）戸山公園サービスセンター新築工事

主な開発物件
- スプランディッド錦糸町1